# Tour Secreto
Tour Secreto es el nombre de la nueva gira de conciertos de la cantante española India Martínez, enmarcado dentro de la promoción su nuevo disco Te cuento un secreto.
En el mes de noviembre de 2016, la artista confirmó a través de Twitter las primeras fechas del tour. En septiembre de 2017, a través de Twitter, la cordobesa anunció las que probablemente serían las paradas más esperadas: las grandes arenas de Madrid y Barcelona, que servirán como colofón a algo más de un año de gira.

## Repertorio
1. "La última vez"
2. "Ángel"
3. "Te cuento un secreto"
4. "Si te quiero"
5. "Corazón hambriento"
6. "Sólo tu"
7. "Pasado imperfecto"
8. "20 vidas"
9. "Hoy"
10. "Vencer al amor"
11. "Todo no es casualidad"
12. "Equilibrista"
13. "Olvidé respirar"
14. "Gris"
15. "Me queda tu sombra"
16. "Aguasanta"
17. "90 minutos" (voz y piano)
18. "En el jardín"
19. "Los gatos no ladran"

## Fechas
| Fecha                    | Ciudad                   | País      | Lugar                                       |
| ------------------------ | ------------------------ | --------- | ------------------------------------------- |
| 14 de enero de 2017      | Murcia                   | España    | Auditorio Víctor Villegas                   |
| 28 de enero de 2017      | Roquetas de Mar          | España    | Auditorio de Roquetas de Mar                |
| 7 de febrero de 2017     | Villa María              | Argentina | Anfiteatro Mpal. Hernán Figueroa Reyes      |
| 24 de febrero de 2017    | Vitoria                  | España    | Teatro Principal Antzokia                   |
| 25 de febrero de 2017    | Santurce                 | España    | Serantes Kultur Aretoa                      |
| 3 de marzo de 2017       | Madrid                   | España    | Teatro Real                                 |
| 4 de marzo de 2017       | Valencia                 | España    | Palacio de las Artes Reina Sofía            |
| 10 de marzo de 2017      | Palma de Mallorca        | España    | Auditorium de Palma de Mallorca             |
| 12 de marzo de 2017      | Valladolid               | España    | Auditorio Miguel Delibes                    |
| 18 de marzo de 2017      | Barcelona                | España    | Palacio de la Música Catalana               |
| 24 de marzo de 2017      | Alicante                 | España    | Auditorio de la Diputación de Alicante      |
| 28 de marzo de 2017      | Soria                    | España    | Auditorio del Palacio de la Audiencia       |
| 31 de marzo de 2017      | Cádiz                    | España    | Gran Teatro Falla                           |
| 19 de abril de 2017      | Buenos Aires             | Argentina | La Trastienda Club                          |
| 21 de abril de 2017      | Granada                  | España    | Palacio de Congresos de Granada             |
| 29 de abril de 2017      | Castellón                | España    | Palau de la Festa                           |
| 6 de mayo de 2017        | Málaga                   | España    | Málaga Auditorium Club                      |
| 12 de mayo de 2017       | Puerto del Rosario       | España    | Palacio de Formación y Congresos            |
| 13 de mayo de 2017       | Las Palmas               | España    | Auditorio Alfredo Kraus                     |
| 14 de mayo de 2017       | La Orotava               | España    | Auditorio Teobaldo Power                    |
| 20 de mayo de 2017       | Sevilla                  | España    | Auditorio Rocío Jurado                      |
| 26 de mayo de 2017       | León                     | España    | Auditorio Ciudad de León                    |
| 27 de mayo de 2017       | Gijón                    | España    | Sala Acapulco del Casino de Asturias        |
| 2 de junio de 2017       | Albacete                 | España    | Palacio de Congresos de Albacete            |
| 9 de junio de 2017       | Córdoba                  | España    | Teatro de la Axerquía                       |
| 14 de junio de 2017      | Barcelona                | España    | Jardines del Palacio de Pedralbes           |
| 18 de junio de 2017      | Tudela                   | España    | Teatro Gaztambide                           |
| 19 de junio de 2017      | Torrejón de Ardoz        | España    | Recinto ferial                              |
| 7 de julio de 2017       | Alcudia de Guadix        | España    | Plaza de Toros de Alcudia de Guadix         |
| 16 de julio de 2017      | Benidorm                 | España    | Benidorm Palace                             |
| 19 de julio de 2017      | El Puerto de Santa María | España    | Real plaza de toros de El Puerto            |
| 24 de julio de 2017      | Santander                | España    | Campa de la Magdalena                       |
| 29 de julio de 2017      | Benalmádena              | España    | Auditorio municipal de Benalmádena          |
| 3 de agosto de 2017      | Calella de Palafrugell   | España    | Jardins de Cap Roig                         |
| 11 de agosto de 2017     | Los Alcázares            | España    | Polideportivo municipal Los Alcázares       |
| 12 de agosto de 2017     | El Bonillo               | España    | Recinto ferial Don Quijote                  |
| 14 de agosto de 2017     | Montealegre del Castillo | España    | Polideportivo municipal Julián Rubio        |
| 16 de agosto de 2017     | Salou                    | España    | Plaza de las Comunidades Autónomas          |
| 25 de agosto de 2017     | Loja                     | España    | Estadio municipal Medina Lauxa              |
| 26 de agosto de 2017     | Fuentes de Andalucía     | España    | Castillo de la Monclova                     |
| 1 de septiembre de 2017  | Mérida                   | España    | Teatro Romano de Mérida                     |
| 9 de septiembre de 2017  | Villacarrillo            | España    | Estadio municipal Veracruz de Villacarrillo |
| 15 de septiembre de 2017 | Lorca                    | España    | Explanada Jardines de Lorca                 |
| 16 de septiembre de 2017 | Mora                     | España    | Pistas polideportivas del campo de fútbol   |
| 21 de septiembre de 2017 | Mairena del Aljarafe     | España    | Centro hípico de Mairena del Aljarafe       |
| 22 de septiembre de 2017 | Torrelodones             | España    | Casino Gran Madrid                          |
| 7 de octubre de 2017     | El Ejido                 | España    | Auditorio de El Ejido                       |
| 13 de octubre de 2017    | Buenos Aires             | Argentina | Teatro Avenida                              |
| 27 de octubre de 2017    | Logroño                  | España    | Palacio de Congresos Riojaforum             |
| 28 de octubre de 2017    | Salamanca                | España    | CAEM                                        |
| 4 de noviembre de 2017   | Gerona                   | España    | Auditorio de Girona                         |
| 22 de noviembre de 2017  | Ciudad de México         | México    | Lunario del Auditorio Nacional              |
| 22 de diciembre de 2017  | Zaragoza                 | España    | Sala Mozart Auditorio de Zaragoza           |
| 23 de diciembre de 2017  | Oviedo                   | España    | Teatro Campoamor                            |
| 26 de diciembre de 2017  | Bilbao                   | España    | Palacio Euskalduna                          |
| 27 de diciembre de 2017  | San Sebastián            | España    | Auditorio Kursaal                           |
| 26 de enero de 2018      | Vigo                     | España    | Auditorio Mar de Vigo                       |
| 27 de enero de 2018      | La Coruña                | España    | Palacio de la Ópera                         |
| 9 de febrero de 2018     | Pamplona                 | España    | Auditorio Baluarte                          |
| 10 de febrero de 2018    | Madrid                   | España    | WiZink Center                               |
| 15 de febrero de 2018    | Cádiz                    | España    | Plaza de San Antonio                        |
| 17 de febrero de 2018    | Barcelona                | España    | Sant Jordi Club                             |
| 24 de febrero de 2018    | Buenos Aires             | Argentina | Teatro Colón                                |
| 25 de febrero de 2018    | Buenos Aires             | Argentina | Teatro Colón                                |

## Conciertos no celebrados
A continuación se pueden ver los conciertos suspendidos de la gira, con la correspondiente razón.
| Fecha               | Ciudad   | País   | Recinto            | Motivo de cancelación | Estado                      |
| ------------------- | -------- | ------ | ------------------ | --------------------- | --------------------------- |
| 9 de agosto de 2017 | Gandía   | España | Puerto de Gandía   | Meteorología          | Cancelado                   |
| 4 de marzo de 2018  | Pamplona | España | Auditorio Baluarte | Ajuste de agenda      | Reprogramado (9 de febrero) |